# Coupe Coloniale (rugby à XIII)
Pour les articles homonymes, voir Coupe Coloniale.
 (juillet 2025).
La Coupe Coloniale (en anglais Colonial Cup) est un tournoi international de rugby à XIII mettant aux prises les États-Unis et le Canada. Il se joue en deux matchs depuis 2011.

## Palmarès
| Années | Date         | Lieux                               | Vainqueur  | score | Perdant    |
| 2011 1 | 18 septembre | Fletcher's Fields, Markham, Ontario | Canada     | 18-16 | États-Unis |
| 2011   | 27 août      | Philadelphie, Pennsylvanie          | États-Unis | 18-2  | Canada     |
| 2010   | 19 septembre | Kingston, Ontario                   | États-Unis | 20-16 | Canada     |

- 1 En 2011, les États-Unis remportent le tournoi par addition des scores des deux matchs.